# Grupo de Oviedo
El conocido como grupo de Oviedo fue un grupo de intelectuales de la Universidad de Oviedo que, entre los siglos XIX y XX, participó activamente en la vida pública promoviendo la renovación moral y científica de la España de la época, dentro del movimiento del regeneracionismo. Influidos por el krausismo (idealismo organicista), algunos de sus más significativos representantes fueron Adolfo González Posada, Fermín Canella, Félix Aramburu, Adolfo A. Buylla, Rafael Altamira y Aniceto Sela. Estuvieron activos durante el rectorado de León Pérez de Salmeán y Mendayo. Joaquín Costa los denominó "El Movimiento de Oviedo".